# Alexander Strachwitz
Alexander Strachwitz celým jménem Graf Alexander Strachwitz von Gross-Zauche und Camminetz (27. října 1892 Štýrský Hradec – 30. července 1967 tamtéž) byl ředitelem městského úřadu města Volary.

## Život
Po studiu práv na univerzitě ve Štýrském Hradci se účastnil I. světové války jako důstojník. Po skončení války bydlel ve Volarech, kde byl od roku 1925 ředitelem městského úřadu. V říjnu 1946 byl Strachwitz společně s rodinou odsunut do města Sulzbach am Inn a následně se v roce 1947 odstěhoval do Štýrského Hradce. Zde žila jeho matka se šesti sourozenci. Živil se jako stavební dělník a noční hlídač. Pořizoval pro obce pozemkové knihy, které se za války ztratily a při této práci čerpal za zkušeností, které nabyl ve Volarech. V roce 1954 odešel do důchodu a zde se zabýval rodopisnými výzkumy. Zemřel 30. července 1967 ve Štýrském Hradci.

### Rodina
Jeho otec byl hrabě Carl Strachwitz von Groß-Zauche und Camminetz (1859–1917), který se oženil s Amalií, roz. Weinzettlovou (1866–1953). Strachwitz měl 8 sourozenců: Hrabě Joseph Strachwitz von Gross-Zauche und Camminetz (1885), hrabě Alfred Strachwitz von Gross-Zauche und Camminetz (1889–1962), hrabě Norbert Strachwitz von Gross-Zauche und Camminetz (1893–1968).
Strachwitz byl dvakrát ženat: manželka: Hildegard Gabriele Elisabeth Ferlinová (1898–1924). 2 manželka: Margarethe Gabriele Josefine Elisabeth Ferlinová (1902–1983). S druhou manželkou měl dvě dcery Ulrike Maria Margarethe Elisabeth Hildegard (* 1928 ve Vídni) a Elisabeth Maria Anna Hermine Alexandra (* 1931 ve Volarech).